# Хутор-Михайловский
Хутор-Михайловский (укр. Хутір-Михайлівський; в 1962—2024 — Дружба (укр. Дружба)) — город в Сумской области Украины. Входит в Шосткинский район. До 2020 года входил в состав упразднённого Ямпольского района, в котором составлял Дружбинский городской совет, включавший также село Довжик.

## Географическое положение
Город Дружба находится на берегу реки Журавель, которая через 6 км впадает в реку Ивотка.
К городу примыкает большой лесной массив (сосна).

## Население
В январе 1989 года численность населения составляла 7459 человек.
По результатам Всеукраинской переписи населения 2001 года, численность населения города составляла 5771 человек.
По состоянию на 1 января 2013 года численность населения составляла 5031 человек, на 1 января 2016 года — 4863 человека.
По данным переписи 2001 года, украинцы составляли 85,51 % населения города, русские — 12,06 %, цыгане — 1,30 %.

### Языковой состав
Родной язык населения по данным переписи 2001 года:
| Язык       | Численность, чел. | Доля     |
| ---------- | ----------------- | -------- |
| Украинский | 3 287             | 56,96 %  |
| Русский    | 2 391             | 41,43 %  |
| Цыганский  | 68                | 1,18 %   |
| Другое     | 25                | 0,43 %   |
| Итого      | 5 771             | 100,00 % |

Украинский язык является единственным официальным языком города.
По данным Государственной службы статистики Украины в 2023/24 учебном году все 91 513 учащихся в учреждениях общего среднего образования в Сумской области обучались в украиноязычных классах.

## История
Поселение Ху́тор-Миха́йловский было основано в начале XIX века, входило в состав Марчихино-Будинской волости Глуховского уезда Черниговской губернии Российской империи.
В ходе гражданской войны в апреле 1918 года Хутор-Михайловский оккупировали австро-немецкие войска, 19 ноября 1918 года селение заняли части наступавшей на харьковском направлении 2-й Украинской советской дивизии РККА.
25 октября 1938 года Хутор-Михайловский получил статус посёлка городского типа.
1 октября 1941 Хутор-Михайловский был оккупирован наступающими немецкими войсками, вслед за этим для охраны железнодорожного узла, складов при железнодорожной станции и сахарного завода здесь был оставлен немецко-полицейский гарнизон. Основные силы гарнизона были сосредоточены на железнодорожной станции и в пожарном депо сахарного завода, в самом поселении на северо-восточной и южной окраинах были размещены две заставы, кроме того, улицы патрулировали несколько патрулей. В ночь с 20 на 21 февраля 1942 года партизанский отряд имени Ворошилова под командованием И. Г. Гудзенко (95 человек, помимо винтовок имевших на вооружении два ручных пулемёта, один станковый пулемёт и одно 45-мм противотанковое орудие) атаковал и разгромил гарнизон. В результате операции было выведено из строя оборудование железнодорожной станции, сожжены склад и 7 автомашин с различными грузами, уничтожены 33 солдат и полицейских, назначенный немцами бургомистр и начальник железнодорожной станции, захвачены трофеи: 5 станковых и 4 ручных пулемёта, шесть 50-мм ротных миномётов, стрелковое оружие и боеприпасы.
16 августа 1943 года Ставка ВГК уточнила задачи войскам Центрального фронта (часть сил которого получила задачу наступать в общем направлении на Хутор-Михайловский). 27 августа 1943 года станцию и посёлок освободили войска 75-й гвардейской стрелковой дивизии.
В 1954 году, в 300-летний юбилей воссоединения Украины с Россией здесь был установлен памятник Богдану Хмельницкому. В 1956 году здесь действовали рафинадный завод, шлакоблочный завод, три средние школы, пять библиотек, клуб и стадион.
В 1962 году в результате слияния трёх поселений (Хутор-Михайловский, сёла Журавка и Юрасовка) возник город Дружба.
По состоянию на начало 1980 года здесь действовали предприятия по обслуживанию железнодорожного транспорта, сахарорафинадный завод, ТЭЦ, 4 общеобразовательные школы, музыкальная школа, две больницы и три иных лечебных учреждения, Дом культуры, кинотеатр, 7 библиотек.

## Объекты социальной сферы
- Школы.
- Дом культуры.
- Спортивный комплекс «Дружба».

## Транспорт
Дружба является крупным железнодорожным узлом на Юго-Западной железной дороге.
Через город проходят несколько железнодорожных веток (станция Хутор-Михайловский) и автомобильная дорога Т-1915.